# Nicolas Chambon
Nicolas Chambon de Montaux (21. září 1748 Brévannes – 2. listopadu 1826 Paříž) byl francouzský lékař a politik. V letech 1792–1793 zastával funkci pařížského starosty.

## Životopis
Nicolas Chambon byl původně vedoucí lékař ve vojenské nemocnici Salpêtrière, první vojenský lékař, inspektor vojenských nemocnic, člen Královské lékařské společnosti a autor několika lékařských děl. Od roku 1789 se během Velké francouzské revoluce začal angažovat v politice.
V roce 1789 se stal komisařem pro jmenování ústavních kněží v Paříži a v roce 1790 správcem městských daní. Byl členem klubu jakobínů.
1. prosince 1792 byl zvolen řádným pařížským starostou. Vystřídal tak provizorního starostu Antoina René Bouchera. Svými protivníky byl obviňován z umírněnosti.
Na svůj post rezignoval již 4. února 1793. Přímým důsledkem byly protesty proti jeho zákazu divadelní hry L'Ami des lois (Přítel zákonů), kterou napsal Jean-Louis Laya. Chambon se stáhl do města Blois a teprve v roce 1804 se vrátil do Paříže, kde zemřel 2. listopadu 1826.